# Aleksander Kolasiński
Aleksander Albin Kolasiński (ur. 27 lutego 1893 w Lisku, zm. wiosną 1940 w Charkowie) – kapitan piechoty Wojska Polskiego, ofiara zbrodni katyńskiej.

## Życiorys
Aleksander Kolasiński urodził się 27 lutego 1893 w Lisku. Był synem Franciszka (solicytator notarialny). Kształcił się w C. K. Gimnazjum w Sanoku, z którego wystąpił 30 października 1913 na początku maturalnej VIII klasy (w jego klasie byli m.in. Wiktor Boczar, Mieczysław Jus, Stanisław Kosina, Stanisław Kurek, Franciszek Löwy, Tadeusz Piech, Edmund Słuszkiewicz).
W 1914 przystąpił w Sanoku do Polskiej Drużyny Strzeleckiej. Po wybuchu I wojny światowej wstąpił 18 kwietnia 1915 do Legionów Polskich i służył w szeregach 1 kompanii 5 pułku piechoty w składzie I Brygady. Od 12 lipca 1915 służył w 3 pułku piechoty w składzie II Brygady. Po odzyskaniu przez Polskę niepodległości został przyjęty do Wojska Polskiego. Został awansowany na stopień porucznika piechoty ze starszeństwem z dniem 1 czerwca 1919, a następnie na stopień kapitana piechoty ze starszeństwem z dniem 15 sierpnia 1924. W latach 20. był oficerem stacjonującego w Sanoku 2 pułku Strzelców Podhalańskich. Prowadził ćwiczenia wojskowe dla harcerzy sanockiego hufca. W 1932 był oficerem 10 Okręgowego Urzędu Wychowania Fizycznego i Przysposobienia Wojskowego przy Dowództwie Okręgu Korpusu Nr X w Przemyślu. W latach 1933–1935 był komendantem tajnego Północnego Okręgu Związku Strzeleckiego działającego na obszarze Wolnego Miasta Gdańska i Prus Wschodnich
. W 1937 został komendantem Federacji Polskich Związków Obrońców Ojczyzny w Gdańsku. Według stanu z marca 1939 był oficerem eksponowanym w Gdańsku w strukturze Referatu „Zachód-dywersja” (w ramach Ekspozytury Nr 2 Oddziału II Sztabu Generalnego Wojska Polskiego), kierowanego przez mjr. Feliksa Ankersteina.
Po wybuchu II wojny światowej, kampanii wrześniowej i agresji ZSRR na Polskę z 17 września 1939 został aresztowany przez Sowietów i przewieziony do obozu w Starobielsku (według innego źródła znalazł się w Rumunii). Wiosną 1940 został zamordowany przez funkcjonariuszy NKWD w Charkowie i pogrzebany w Piatichatkach. Od 17 czerwca 2000 pochowany na Cmentarzu Ofiar Totalitaryzmu w Charkowie.

## Ordery i odznaczenia
- Krzyż Niepodległości (2 sierpnia 1931)[17]
- Srebrny Krzyż Zasługi (10 listopada 1928)[18]